# جيمس بيتر
جيمس بيتر (بالإنجليزية: James Angus)‏ هو فنان أسترالي، ولد في 1970 في برث في أستراليا.